# Phoneutria reidyi
Phoneutria reidyi là một loài nhện trong họ Ctenidae.
Loài này thuộc chi Phoneutria. Phoneutria reidyi được Frederick Octavius Pickard-Cambridge miêu tả năm 1897.